# Abdoul Karim Sylla
Abdoul Karim Sylla (Abidjan, 10 gennaio 1981) è un ex calciatore guineano, di ruolo centrocampista.

## Carriera

### Club
Ha cominciato a giocare all'ASEC Mimosas. Nel 1999 è passato al Goldfields. Nel gennaio 2000 è stato acquistato dal Satellite. Nell'estate 2000 si è trasferito al Lokeren. Nel gennaio 2003 ha firmato un contratto con il Brussels. Nell'estate 2003 è tornato al Lokeren. Nel 2004 è stato acquistato dal Diyarbakırspor. Nel 2005 è passato al RJS HL Fleurus. Nel gennaio 2006 ha firmato un contratto con l'Hafia. Nell'estate 2006 si è trasferito al Kermt-Hasselt. Nel 2008 firma un contratto con l'Hannut, con cui ha concluso la propria carriera nel 2016.

### Nazionale
Ha debuttato in Nazionale nel 1997. Ha partecipato, con la Nazionale, alla Coppa d'Africa 2004.